# استرابون (دهانه)
استرابون یک دهانه برخوردی در ماه‌ است.

## دهانه‌های اقماری
این دهانه ۴ دهانه اقماری دارد.
| Strabo | عرض جغرافیایی | طول جغرافیایی | قطر          |
| ------ | ------------- | ------------- | ------------ |
| C      | ۶۷.۱° N       | ۵۹.۳° E       | ۱۷.۰ کیلومتر |
| B      | ۶۴.۶° N       | ۵۵.۵° E       | ۲۳.۰ کیلومتر |
| L      | ۶۴.۲° N       | ۵۳.۴° E       | ۲۶.۰ کیلومتر |
| N      | ۶۴.۸° N       | ۵۷.۸° E       | ۲۵.۰ کیلومتر |